# Eric Wagner
Eric Wagner (24 de abril de 1959-Las Vegas, 22 de agosto de 2021) fue un vocalista y compositor estadounidense, conocido por su trabajo con la banda de doom metal Trouble, que formó en 1979.

## Biografía
Tras grabar seis álbumes de estudio con Trouble, Wagner dejó la banda brevemente a mediados de la década de 1990 y formó Lid con el guitarrista Danny Cavanagh, dando como resultado el disco In The Mushroom de 1997. También apareció en el proyecto paralelo de heavy metal de Dave Grohl, Probot, en 2004 con la canción «My Tortured Soul».
Wagner se reincorporó a Trouble en 2000 y grabó un álbum más con ellos, Simple Mind Condition (2007), antes de dejar la banda una vez más en mayo de 2008 para perseguir otros intereses y proyectos musicales.
Wagner también había estado grabando bajo el nombre de banda Blackfinger.  Luego formó The Skull, que cuenta con el exbajista de Trouble, Ron Holzner.
El 23 de agosto de 2021 se anunció que el cantante murió de COVID-19 la noche anterior a la edad de 62 años.

## Discografía

### Con Trouble
- 1984: Psalm 9
- 1985: The Skull
- 1987: Run to the Light
- 1990: Trouble
- 1992: Manic Frustration
- 1995: Plastic Green Head
- 2007: Simple Mind Condition

### Con Lid
- 1997: In the Mushroom

### Con Blackfinger
- 2014: Blackfinger
- 2017: When Colors Fade Away